# Inkomstskatt i USA
I USA finns det en federal inkomstskatt och utöver det har de flesta delstater en egen inkomstskatt.

## Federal inkomstskatt
Den federala inkomstskatten har sex inkomstintervall för skatteåret 2004. För 2003 och 2004 var dessa:
- 10%: 2 651 till 9 700 dollar
- 15%: 9 701 till 30 800 dollar
- 25%: 30 801 till 68 500 dollar
- 28%: 68 501 till 148 700 dollar
- 33%: 148 701 till 321 200 dollar
- 35%: 321 201 dollar och mer

Individen betalar den angivna procentuella andelen på den del av inkomsten som hamnar inom varje intervall. Detta gör att varje ökning i inkomst resulterar i en ökning av personens inkomst efter skatt. Till exempel blir en person med en inkomst på 10 000 dollar under 2003 skyldig 10% av varje dollar som hamnar inom intervallet 2 651 dollar till 9 700 dollar, och sedan 15 % på varje dollar mellan 9 701 dollar och 10 000 dollar, vilket sammanlagt blir 750 dollar i inkomstskatt. I realiteten blir dock skatten betydligt lägre eftersom man kan göra avdrag. Dessa avdrag är ofta så kallade tax credits som innebär att avdrag inte sker på inkomst utan skatten. Detta innebär att avdragets storlek inte är avhängigt skattesatsen.
Den federala inkomstskatten blir på grund av detta mycket progressiv. I praktiken betalas federal inkomstskatt endast av den hälft av befolkningen med högst inkomster. Detta har dock förändrats; under Dwight Eisenhower utgick från 1954 en inkomstskatt med 24 olika block från 20 % till rekordsumman (i fredstid) 91 %; inklusive delstatsskatt och lokala skatter kunde marginalsumman alltså uppgå till 100 %. Avdragsmöjligheterna var emellertid betydligt större

## Delstatlig inkomstskatt
Den delstatliga inkomstskatten är från 0% till 12%.  Exempelvis utgår ingen inkomstskatt i Florida eller Nevada. För den som bor i New York utgår dock såväl skatt till delstaten New York som staden på upp till 12 % av inkomsten. Marginalskatten kan i teorin alltså uppgå till närmare 50 %.

## Exempel
I exemplet räknas enbart på federala skatter. En årlig inkomst på 27 000 dollar efter skatt resulterar i en skattekostnad på 7 566 dollar (28 % av inkomst efter skatt, "social security"-skatt 12 %, inkomstskatt 13 %).
- 30 800 (bruttoinkomst)
- (9 700-2 651) · 0,1 = 704,9 (bracket 1)
- (30 800-9 701) · 0,15 = 3 164,85 (bracket 2)
- 704,9+3 164,85 = 3 869,75 (income tax excluding social security tax)
- 30 800 · 0,12 = 3 696 (social security tax)
- 3 869,75+3 696 = 7 565,75 (tax on income including social security tax)
- 30 800-3 869,75 = 26 930,25 (after tax income)

## Historia
Abraham Lincoln var den förste president att införa en (då grundslagsstridig) federal platt inkomstskatt genom Revenue Act of 1861, som omfattade 3 % av alla årsinkomster över 800 dollar, 5 % för amerikaner bosatta utomlands. Den absolut största majoriteten av befolkningen befann sig under detta streck, och progressivitet saknades. Lagen, som genomdrevs efter amerikanska inbördeskrigets utbrott, var stadgad att upphöra 1866, då kriget beräknades vara över. Federal inkomstskatt återinfördes först under Woodrow Wilson under första världskriget, och marginalsumman uppgick innan krigets slut till över 60 % av inkomsterna efter en viss nivå. Denna sänktes under Warren G. Harding och Calvin Coolidge till 25 %; i slutet av den senares regering betalade endast de två rikaste procenten federal inkomstskatt.
Skatterna höjdes på nytt av Herbert Hoover och Franklin D. Roosevelt, och under andra världskriget uppgick marginalsumman till 94 %. Den sänktes något efter kriget och av John F. Kennedy (som 1961 levererade den första icke-balanserade fredsbudgeten i landets historia) och stabiliserades under 1960-talet på 70 %. Ronald Reagan sänkte inkomstskatterna efter sitt tillträde som president 1981 till en maxsumma om 50 cent per dollar och gjorde skalan betydligt plattare i en andra reform 1986, då de minsta nivåerna åter höjdes och maxsumman sänktes till 28 % (samtidigt som en rad avdragsmöjligheter och kryphål slopades). Hans efterträdare George H. W. Bush höjde marginalsumman till 31 % för att bekämpa budgetunderskottet, vilket under Bill Clinton ytterligare höjdes till bortåt 39 %, nu med en betydligt högre tröskel än tidigare. Under George W. Bush sänktes samtliga trösklar till en marginalsumma om 10 % till 35 %, där den stannat sedan dess. 2010 förlängdes samtliga av Bushs skattesänkningar fram till 2012 efter förhandlingar mellan president Barack Obama och kongressen. Obama har uttryckligen velat behålla skattesänkningarna för låg- och medelklassinkomsttagare (de flesta låginkomsttagare betalar dock inte inkomstskatt till den federala regeringen) men vill låta marginalsumman återsättas till 38-39 %, vilket den republikanskt dominerade kongressen motsatt sig skarpt.
Den ursprungliga texten, eller delar av texten, till denna artikel kommer från artikeln Skatt.